# مديرية المخاء
مديرية المخاء إحدى مديريات محافظة تعز في اليمن. بلغ عدد سكانها 62471 نسمة عام 2004. عاصمتها مدينة المخاء.

## التاريخ
وهي مدينة وميناء قديم مشهور، وهي من الموانئ القديمة التي ذكرتها النقوش الحميرية باسم (مخن) فقد قامت مدينة المَخا بأدوار تاريخية هامة قبل وبعد الإسلام، وقد سجل اسم المَخا في نقوش يمنية قديمة بخط المسند، مثل نقش للملك «يوسف أسار» المشهور «بذي نواس» يذكر النقش أن الملك «يوسف أسار» قاد جيشه إلى (مخن - م. خ. ن) وقاتل الأحباش فيها واستولى على كنيستها وكان «يوسف» يهودياً، ويعود تاريخ كتابة هذا النقش إلى قبيل الغزو الحبشي لليمن في عام (525 ميلادية)، فمدينة المَخَا أذن هي (مخن) أو (مخان) بلغة المسند وهو اسمها مُنذُ فترة ما قبل الإسلام حتى اليوم، كما إن ميناء المَخا كان يتبع الملك الحميري «كرب إل وثر» ملك ظفار.
تعرضت مدينة المَخَا لعدة حملات عسكرية من قبل الطامعين في اليمن أهمها حملات البرتغاليين التي انتشرت في (أوائل القرن العاشر الهجري) على سواحل اليمن، وكانت هذه الحملات سبباً رئيسياً في تنافس الدولة العثمانية، والحكومة البريطانية على المنطقة، فقد أجرت الأولى عدة حملات عسكرية، كانت نتيجتها طرد البرتغاليين من احتلال السواحل اليمنية، ويقول الأستاذ «شرف الدين» في كتابه «اليمن عبر التاريخ» بأن الدولة العثمانية دخلت مدينة المَخا عام (954 هجرية) وكانت مدينة المَخا تشكل موقعاً عسكرياً ينطلقون منه العثمانيين لشن غاراتهم على البرتغاليين، وبعد خروج العثمانيين من اليمن عام ((1049 هجرية) - (1640 ميلادية)).
أخذت مدينة المَخا تستعيد حياتها كمركز تجاري حتى بلغت في (القرن السابع عشر الميلادي) في أوج ازدهارها، ويقول المؤرخ «الواسعي» (وباسم المَخا يسمي الإفرنج أفخر البن عندهم أي ((MOCKA COFFEE ، وتعني بن المَخا).
وقد كان البن أهم سلعة يمنية تصدر إلى الخارج عبر ميناء المَخا في العصور الحديث، إضافة إلى الصبر، والبخور، وأعواد الأراك، في العصور القديمة، كما تصدر كميات كبيرة من الزبيب.
و بدأ ميناء المخا يفقد أهميته في أواخر (القرن التاسع عشر الميلادي) مع ازدهار ميناء عدن الذي أهتم به البريطانيون، وميناء الحديدة الذي أنشأه العثمانيون آنذاك، كما زاد من تراجع مدينة المَخا ما عانته خلال حربين دمرت قلاعها وهدمت منازلها وقصورها الفخمة ومتاجرها الكبيرة، الأولى: أثناء الحرب العثمانية الإيطالية عام (1911 ميلادية)، والثانية: أثناء الحرب العالمية الأولى حين دمرها البريطانيين في قتالهم ضد العثمانيين عام (1915 ميلادية)، إضافة إلى ذلك تراجع إنتاج البن في اليمن بسبب ظهور منتجين جدد للبن في العالم مثل البرازيل والمكسيك.

## الموقع
تقع غرب مدينة تعز على بعد حوالي (94 كيلومتراً) على ساحل البحر الأحمر

## المواقع التاريخية والأثرية
مدينة المَخا القديمة: تعتبر مدينة المَخا القديمة إحدى المدن التاريخية الهامة، وكانت تحتوى على العديد من المواقع الأثرية حيث أتى على ذكرها الرحالة «نيبور» في يومياته التي سجلها عند زيارته للمدينة ما بين عامي (1762 - 1763 ميلادية) بقوله: (أن المَخا مدينة مأهولة بالسكان ومسورة، بالإضافة إلى السور توجد أبراج للحراسة على طريق مَوْزع منتشرة بين المدينة وبير البليلي، وعلى البحر تطل قلعتان مزودتان بمدافع، وهما قلعة طيار، وقلعة «عبد الرب بن الشيخ الشاذلي»، وبعض البيوت داخل سور المدينة مبنية بالحجارة بطريقة جميلة مشابهة لطريقة بناء بيوت بير العزب في العاصمة صنعاء، أمَّا أكثر البيوت سواءً داخل السور أو خارجه فإنها فأنها عن أكواخ مخروطية من العشش المبنية بالقش، وفي خارج المدينة تنتشر أشجار النخيل بكثرة وبين هذه الأشجار توجد حدائق جميلة وكان يضم سور المدينة خمسة أبواب هي:
1- باب العمودي، 2- باب الشاذلي، 3- باب فجير، 4- باب صندل، 5 - باب الساحل
الميناء القديم: يقع على الساحل الغربي من مدينة المَخا، ولم يتبق من معالمه سوى بقايا أساسات من الحجارة مطمورة بالرمل، وتمتد على مسافة حوالي (30 - 50 متراً) إلى البحر، ويستدل من تلك الأساسات وجود آثار مبنى لمسجد وأحجار دائرية الشكل كانت تستخدم لطحن الحبوب، أمَّا فناء الميناء الذي تصل مساحته حوالي (40 × 12 متراً)، بُني على أساس خرساني، ويوجد في قمته صحن دائري من معدن النحاس يرتبط بسلم حديد إلى أسفل، وموقع الميناء بصورة عامة يعاني من الإهمال ويتزايد سوء الموقع نتيجة للعوامل البيئية والرطوبة العالية التي تؤدي إلى زيادة مظاهر الصدأ والتآكل الذي ينخره يوماً بعد يوم.
جامع الشيخ «الشاذلي» وضريحه: يعد من أهم المعالم الأثرية في مدينة المَخا، وينسب إلى الشيخ أبو الحسن «علي بن عمر بن إبراهيم بن أبي بكر بن محمد جمال الدين  الشاذلي اليماني » وهو أحد القطب الثاني من مشائخ الطريقة الشاذلية في اليمن خلال القرنيين (الثامن والتاسع من الهجرة)، وقد ترجم له المؤرخ «الشرجي» في كتابه «طبقات الخواص» ص 233 بقوله: (وقد كان له مكارم وفضائل يعين الفقراء والوافدين بماله وجاهه، وكان له زاوية يشتغل بالعلم ويتوافدون إليه طلابه وأصحابه توفى عام (821 هجرية)، قبره في مدينة المَخا مقصود للزيارة) وفي عام (1399 هجرية) تم إعادة ترميمه وتوسيعه مع رفع الأسقف بواسطة أعمدة خشبية، ويحتوي المسجد على عدد تسعة قباب متراصة على هيئة ثلاثة صفوف، ولم يبق من المعالم الأثرية للمسجد سوى بعض الزخارف النباتية والهندسية بطريقة الحفر البارز على السقف الخشبي في بيت الصلاة، وكذلك بقايا المأذنة في الناحية الجنوبية الغربية من المسجد ويلاصق المسجد في الناحية الجنوبية «ضريح الشيخ الشاذلي» وهو عبارة عن بناء مربع الشكل من الحجارة والطوب المحروق وتغطي السقف قبة ذات مقرنصات ترتكز على حنايا ركنية مصمتة وتضم القبة إلى جانب قبر «الشاذلي» عدداً من القبور ترتفع عن مستوى الأرض بمقدار (80 سم) على هيئة مصاطب مبنية بالحجارة والقضاض.